# Chim đồ tể xám
Chim đồ tể xám (danh pháp hai phần: Cracticus torquatus) chim biết hót kích thước trung bình có nguồn gốc từ Úc thuộc họ Nhạn rừng (Cracticidae) Nó phát triển đến khoảng 35 cm (14 in) và có bộ lông màu đen và trắng. Nó phổ biến trong rừng gỗ và trong môi trường đô thị. Chế độ ăn uống của nó bao gồm chủ yếu là các loài động vật có xương sống nhỏ và côn trùng.

## Phân bố và môi trường sống
Chim đồ tể xám được tìm thấy ở hầu khắp nước Úc, ngoại trừ phía nam và Tasmania. Nó là một loài chim rừng và cây bụi mở, nhưng tránh xa những môi trường khô cằn.

## Ăn
Loài này ăn thịt, và ăn động vật có xương sống nhỏ và côn trùng lớn.